# Bo Tengberg
Martin Bo Tengberg (født 17. december 1964 i Kerteminde) er en dansk filmfotograf, der er gift med statsminister Mette Frederiksen.

## Uddannelse og karriere
Tengberg blev reklamefotograf i 1984 og arbejdede freelance som tv-fotograf fra 1985 til 1991. Den 18. december 1989 startede han filmproduktionsselskabet Tengberg Film. Han blev uddannet som filmfotograf på Den Danske Filmskole 1991-1995.
Han har blandt andet filmet Let's Get Lost, Pizza King og På fremmed mark, Ulvepigen Tinke, En som Hodder samt en lang række kort- og dokumentarfilm, novellefilm og tv-serier. Tengberg blev uddannet som Manus Masterclass på Den Danske Filmskole i årene 2010 til 2011. I 2018 debuterede han som filminstruktør med Wonderful Copenhagen til blandede anmeldelser.

## Privatliv
Han har tidligere været gift med skuespillerinden Trine Pallesen, som han mødte i 2000 under optagelserne til Rejseholdet. De har sammen børnene Matilde og Sylvester. De blev skilt i 2005. Tengberg har desuden datteren Malou med en tysk kvinde.
I 2014 blev han kæreste med daværende justitsminister og senere formand for Socialdemokratiet Mette Frederiksen, og i 2017 blev de forlovet.
De flyttede i 2018 sammen i en villalejlighed i Hareskovby og har fem sammenbragte børn. De blev gift 15. juli 2020 på Møn.

## Filmografi

### Film
| År   | Film                                      | Rolle                    | Instruktør                         | Noter          |
| ---- | ----------------------------------------- | ------------------------ | ---------------------------------- | -------------- |
| 1992 | S.O.S                                     | Foto                     | Ulla Christina Hansen              | Dokumentarfilm |
| 1993 | Projektion                                | Foto                     | Anja Franke                        | Kortfilm       |
| 1995 | Filmskolen                                | Foto                     | Peter Gren Larsen                  |                |
| 1995 | Omveje                                    | Foto                     | Henrik Ruben Genz                  | Kortfilm       |
| 1995 | Bryllupsrejsen                            | Foto                     | Jessica Nilsson                    | Kortfilm       |
| 1996 | Farvel til Paradis                        | Foto                     | Henrik Ruben Genz (2)              | Dokumentarfilm |
| 1997 | Penpas ar                                 | Foto                     | Mette Koors                        | Dokumentarfilm |
| 1997 | Jacobs liste                              | Foto                     | Lars Oxfeldt Mortensen             | Kortfilm       |
| 1997 | Sinans bryllup                            | Foto                     | Ole Christian Madsen               | Kortfilm       |
| 1997 | Let's Get Lost                            | Foto                     | Jonas Elmer                        |                |
| 1999 | Pizza King                                | Foto                     | Ole Christian Madsen (3)           |                |
| 1999 | 2000                                      | Fotograf                 | Steen Møller Rasmussen             | Dokumentarfilm |
| 1999 | You can't eat fishing                     | Foto                     | Kathrine Windfeld                  | Kortfilm       |
| 1999 | Ludvig og lidenskaben                     | Foto                     | Ulla Boye                          | Dokumentarfilm |
| 2000 | Livet mellem husene                       | Foto                     | Lars Oxfeldt Mortensen (2)         | Dokumentarfilm |
| 2000 | På fremmed mark                           | Foto                     | Aage Rais-Nordentoft               |                |
| 2000 | Dronningens gobeliner                     | Foto                     | Lars Oxfeldt Mortensen (3)         | Dokumentarfilm |
| 2000 | Gåden Scandinavian Star                   | Fotograf                 | Ørjan Karlsen                      | Dokumentarfilm |
| 2000 | Detektor                                  | Fotograf                 | Pål Jackman                        |                |
| 2000 | Hovmod                                    | Fotograf                 | Ørjan Karlsen (2)                  | Kortfilm       |
| 2000 | De 7 dødssyndene                          | Fotograf                 | Ørjan Karlsen (3) et al.           |                |
| 2000 | Gollywobler                               | Foto                     | Joachim Hamou                      | Kortfilm       |
| 2000 | Susanne Sillemann                         | Foto                     | Cæcilia Holbek Trier               | Kortfilm       |
| 2001 | Flyvende farmor                           | Fotograf, 2. unit        | Michael Wikke & Steen Rasmussen    |                |
| 2001 | Anja og Viktor                            | Kameraoperatør, 2. unit  | Charlotte Sachs Bostrup            |                |
| 2002 | En fars søn                               | Foto                     | Tobias Falk                        | Kortfilm       |
| 2002 | Ulvepigen Tinke                           | Foto                     | Morten Køhlert                     |                |
| 2002 | Drømmere                                  | Foto                     | Jørgen Leth                        | Dokumentarfilm |
| 2003 | Dogon                                     | Foto                     | Søren Krag Sørensen                | Dokumentarfilm |
| 2003 | En som Hodder                             | Foto                     | Henrik Ruben Genz (5)              |                |
| 2003 | Tusindfødt - digteren Pia Tafdrup         | Stills, fotograf         | Cæcilia Holbek Trier (2)           | Dokumentarfilm |
| 2004 | Villa Paranoia                            | Undervandskameraoperatør | Erik Clausen                       |                |
| 2005 | Nordkraft                                 | Kameraoperatør, 2. unit  | Ole Christian Madsen (3)           |                |
| 2005 | I soldatens fodspor                       | Stills                   | Mette Zeruneith                    | Dokumentarfilm |
| 2006 | Far til fire - i stor stil                | Foto                     | Claus Bjerre                       |                |
| 2007 | Klinteskoven                              | Foto                     | Rumle Hammerich (2)                | Dokumentarfilm |
| 2007 | En dans på roser                          | Foto                     | Kari Vidø                          | Kortfilm       |
| 2008 | Klimamysteriet                            | Foto                     | Lars Oxfeldt Mortensen (4)         | Dokumentarfilm |
| 2008 | En enkelt til Korsør                      | Foto                     | Gert Fredholm                      |                |
| 2009 | Goddag mit navn er lesbisk                | Fotograf, 2. unit        | Minna Grooss & Iben Haahr Andersen | Dokumentarfilm |
| 2009 | XY anatomy of a boy                       | Undervandsfotograf       | Mette Carla Albrechtsen            | Dokumentarfilm |
| 2009 | Storm                                     | Fotograf                 | Giacomo Campeotto                  |                |
| 2010 | Fanget i mikrogæld                        | Fotograf                 | Tom Heinemann                      | Dokumentarfilm |
| 2012 | Shanne og veninderne                      | Fotograf                 | Ulla Søe & Sussie Weinold          | Dokumentarfilm |
| 2012 | Hemmeligheden                             | Foto                     | Morten Køhlert (2)                 |                |
| 2013 | Varm luft for milliarder                  | Fotograf                 | Tom Heinemann (2)                  | Dokumentarfilm |
| 2014 | Far til fire - Onkel Sofus vender tilbage | Cheffotograf             | Giacomo Campeotto (2)              |                |
| 2015 | Far til fires vilde ferie                 | Cheffotograf             | Giacomo Campeotto (3)              |                |
| 2015 | UIP27                                     | Fotograf                 | Joachim Hamou (2)                  | Dokumentarfilm |
| 2018 | Wonderful Copenhagen                      | Manuskriptforfatter      | Bo Tengberg                        |                |
| 2019 | Mødregruppen                              | Fotograf                 | Charlotte Sachs Bostrup (3)        |                |

### Tv-serier
| År        | Film                           | Rolle                 | Instruktør                                             | Noter                            |
| --------- | ------------------------------ | --------------------- | ------------------------------------------------------ | -------------------------------- |
| 1997      | TAXA                           | Foto                  | Morten Arnfred & Ole Christian Madsen (2)              | 4 episoder                       |
| 1997-1998 | Fra Vesterbro til verdens ende | Idé                   | Henrik Ruben Genz (3)                                  | 22 episoder                      |
| 1999      | TAXA                           | Foto                  | Kristoffer Nyholm & Rumle Hammerich                    | 7 episoder                       |
| 2001      | Rejseholdet                    | Foto                  | Jørn Faurschou                                         | 2 episoder                       |
| 2001      | De udvalgte                    | Foto                  | Kenneth Kainz, Henrik Ruben Genz (4) & Jannik Johansen | 12 episoder                      |
| 2002      | Nikolaj og Julie               | Foto                  | Kristoffer Nyholm (2)                                  | 1 episode                        |
| 2004-2005 | Krøniken                       | Foto                  | Henrik Ruben Genz (6)                                  | 2 episoder                       |
| 2005-2006 | Ørnen                          | Foto                  | Søren Kragh-Jacobsen                                   | 3 episoder                       |
| 2007      | Forbrydelsen                   | Foto                  | Henrik Ruben Genz (7) & Morten Arnfred (2)             | 5 episoder                       |
| 2009      | Forbrydelsen                   | Fotograf              | Kristoffer Nyholm (3)                                  | 1 episode                        |
| 2012      | Forbrydelsen                   | Fotograf              | Kathrine Windfeld (2)                                  | 2 episoder                       |
| 2012      | Hemmeligheden                  | Foto                  | Morten Køhlert (3)                                     | Miniserie                        |
| 2012      | Shanne                         | Foto                  | Ulla Søe (2) & Sussie Weinold (2)                      | Miniserie                        |
| 2012      | Kærlighedens laboratorium      | Kameraoperatør        | Rune Vesterlund & Martin Sundstrøm                     | 5 episoder                       |
| 2013      | Rita                           | Kameraoperatør        | Kathrine Windfeld (3)                                  | 3 episoder                       |
| 2015      | Rita                           | Fotograf              | Mogens Hagedorn                                        | 3 episoder                       |
| 2016      | Den anden verden               | Fotograf              | Tilde Hardkamp                                         | 10 episoder                      |
| 2017      | Tinkas juleeventyr             | Fotograf              | Mogens Hagedorn (2)                                    | Tv-julekalender                  |
| 2017      | Mercur                         | Fotograf              | Charlotte Sachs Bostrup (2) & Mogens Hagedorn (3)      | 11 episoder                      |
| 2018      | Oda Omvendt                    | Fotograf              | Oliver Ussing                                          | 10 episoder                      |
| 2019      | Tinka og Kongespillet          | Fotograf              |                                                        | Efterproduktion; Tv-julekalender |
| 2023      | Anker                          | Manuskripts forfatter |                                                        | Efterproduktion; Tv2             |